# 林迪 (內布拉斯加州)
林迪（英語：Lindy）是位於美國內布拉斯加州諾克斯縣的普查規定居民點。

## 人口
根據2020年美國人口普查的數據，林迪的面積為2.59平方千米，皆為陸地。當地共有人口13人，而人口密度為每平方千米5.02人。